# Govern Basc
Govern Basc (en euskera Eusko Jaurlaritza i en castellà Gobierno Vasco) és el govern d'Euskadi. Està compost pel lehendakari (cap del Govern Basc) que és triat pel Parlament Basc cada quatre anys; i pels consellers que ell mateix tria. La seva seu es troba al districte de Lakua, a Vitòria.

## Composició
En l'actualitat té 11 departaments amb una conselleria al capdavant. Fa dues legislatures (2005-2009) la vicepresidència (lehendakaritzaordea) disposava de diverses competències: secretaria del Govern, ajudant del Lehendakari i dirigir el Departament d'Hisenda i Administració Pública, relacions amb el Parlament Basc, desenvolupament econòmic, la defensa de l'Estatut, etc.

## I legislatura (1980-1984)
El lehendakari fou Carlos Garaikoetxea.

## II legislatura (1984-1987)
El lehendakari fou Carlos Garaikoetxea, fins que dimití del càrrec al març de 1985. El seu successor fou José Antonio Ardanza.

## III legislatura (1987-1991)
El lehendakari fou José Antonio Ardanza.

## IV Legislatura (1991-1995)
El lehendakari fou José Antonio Ardanza i els vicelehendakari Jon Imanol Azua, durant tota la legislatura, i Fernando Buesa, a partir del 04/10/1991.
La IV Legislatura va començar amb un govern liderat pel PNB en coalició amb EA i EE. Vuit mesos després es va produir una reestructuració del Govern: els consellers d'EA i EE van ser cessats i el nou soci de govern del PNB, fins al final de la legislatura, fou el PSE-EE.
Govern del PNB, EA i EE (febrer 1991 - octubre 1991):
- Lehendakari: José Antonio Ardanza (PNB)
- Vice lehendakari del Govern i Conseller d'Indústria i Comerç: Jon Imanol Azua (PNB)
- Conseller de Presidència, Règim Jurídic i Desenvolupament Autonòmic: Joseba Zubia (PNB)
- Conseller d'Interior: Juan María Atutxa (PNB)
- Conseller d'Hisenda i Finances: José Luis Larrea (PNB)
- Conseller d'Educació, Universitats i Investigació: Inaxio Oliveri (EA)
- Conseller de Justícia: Javier Caño (EA)
- Conseller de Sanitat: Iñaki Azkuna (PNB)
- Conseller de Treball i Seguretat Social: Martín Auzmendi (EE)
- Conseller de Cultura i Turisme: Joseba Arregi (PNB)
- Consellera d'Economia i Planificació: Mª Carmen Gallastegi (EA)
- Conseller de Transports i Obres Públiques: Josu Bergara (PNB)
- Conseller d'Urbanisme, Habitatge i Medi Ambient: Jon Larrinaga (EE)
- Conseller d'Agricultura i Pesca: José Manuel Goikoetxea (PNB)
- Secretari de la Presidència: Carmelo Sainz (PNB)

Govern del PNB i PSE-EE (octubre 1991 - gener 1995):
- Lehendakari: José Antonio Ardanza (PNB)
- Vice lehendakari Primer i d'Afers Econòmics del Govern i Conseller d'Indústria i Energia: Jon Imanol Azua (PNB)
- Vice lehendakari d'Afers Socials i Conseller d'Educació, Universitats i Investigació: Fernando Buesa (PSE-EE)
- Conseller de Presidència, Règim Jurídic i Desenvolupament Autonòmic: Joseba Zubia (PNB)
- Conseller d'Interior: Juan María Atutxa (PNB)
- Conseller d'Hisenda i Finances: José Luis Larrea (PNB)
- Conseller de Justícia: José Ramón Recalde (PSE-EE)
- Conseller de Sanitat: Iñaki Azkuna (PNB)
- Conseller de Treball i Seguretat Social: Paulino Luesma (PSE-EE)
- Conseller de Cultura: Joseba Arregi (PNB)
- Conseller d'Economia, Planificació i Medi Ambient: Jon Larrinaga (PSE-EE)
- Conseller de Transports i Obres Públiques: Josu Bergara (PNB)
- Conseller d'Urbanisme i Habitatge: José Antonio Maturana (PSE-EE)
- Consellera de Comerç, Consum i Turisme: Rosa María Díez (PSE-EE)
- Conseller d'Agricultura i Pesca: José Manuel Goikoetxea (PNB)
- Secretari de la Presidència: Carmelo Sainz (PNB)

## V Legislatura (1995-1999)
El lehendakari fou José Antonio Ardanza i el vicelehendakari Juan José Ibarretxe.
- Lehendakari: José Antonio Ardanza (PNB)
- Vice lehendakari del Govern i Conseller d'Hisenda i Administració Pública: Juan José Ibarretxe (PNB)
- Conseller de Justícia, Economia, Treball i Seguretat Social: Ramón Jauregi (PSE-EE), fins al 30/09/1997, Francisco Egea (PSE-EE), fins al 03/07/1998, i Sabin Intxaurraga (PNB), fins al final de la legislatura.
- Conseller d'Interior: Juan María Atutxa (PNB)
- Conseller d'Indústria, Agricultura i Pesca: Javier Retegui (PNB)
- Conseller d'Educació, Universitats i Investigació: Inaxio Oliveri (EA)
- Conseller de Sanitat: Iñaki Azkuna (PNB)
- Consellera de Cultura i Portaveu del Govern: Mª Carmen Garmendia (PNB)
- Conseller d'Ordenació del Territori, Habitatge i Medi Ambient: Francisco José Ormazabal (EA)
- Conseller de Transports i Obres Públiques: José Antonio Maturana (PSE-EE), fins al 03/07/1998, i Alvaro Amann (PNB), fins al final de la legislatura.
- Consellera de Comerç, Consum i Turisme: Rosa María Díez (PSE-EE), fins al 03/07/1998, i Belén Greaves (PNB), fins al final de la legislatura.

## VI Legislatura (1999-2001)
El lehendakari fou Juan José Ibarretxe i la vicelehendakari Idoia Zenarruzabeitia.
- Lehendakari: Juan José Ibarretxe (PNB)
- Vice lehendakari del Govern i Consellera d'Hisenda i Administració Pública: Idoia Zenarrutzabeitia (PNB)
- Conseller d'Educació, Universitats i Investigació: Inaxio Oliveri (EA)
- Conseller d'Interior: Javier Balza (PNB)
- Consellera d'Indústria, Comerç i Turisme: Josu Jon Imaz (PNB)
- Conseller de Justícia, Ocupació i Seguretat Social: Joseba Azkarraga (EA)
- Conseller de Sanitat: Iñaki Azkuna (PNB), fins al 20/4/1999, i Gabriel María Inclán (PNB), fins al final de la legislatura.
- Consellera de Cultura: Mª Carmen Garmendia (PNB)
- Conseller d'Ordenació del Territori, Habitatge i Medi Ambient: Francisco José Ormazabal (EA)
- Conseller de Transports i Obres Públiques: Alvaro Amann (PNB)
- Conseller d'Agricultura I Pesca: Iñaki Gerenabarrena (PNB)

## VII Legislatura (2001-2005)
El lehendakari fou Juan José Ibarretxe i la vicelehendakari Idoia Zenarruzabeitia.
- Lehendakari: Juan José Ibarretxe (PNB)
- Vice lehendakari del Govern i Consellera d'Hisenda i Administració Pública: Idoia Zenarrutzabeitia (PNB)
- Consellera d'Educació, Universitats i Investigació: Anjeles Iztueta (EA)
- Conseller d'Interior: Javier Balza (PNB)
- Consellera d'Indústria, Comerç i Turisme: Ana Aguirre (PNB)
- Conseller d'Habitatge i Afers Socials: Javier Madrazo (EB-B)
- Conseller de Justícia, Ocupació i Seguretat Social: Joseba Azkarraga (EA)
- Conseller de Sanitat: Gabriel María Inclán (PNB)
- Consellera de Cultura i Portaveu del Govern: Miren Azkarate (PNB)
- Conseller d'Ordenació del Territori i Medi Ambient: Sabin Intxaurraga (EA)
- Conseller de Transports i Obres Públiques: Alvaro Amann (PNB)
- Conseller d'Agricultura, Pesca i Alimentació: Gonzalo Sáenz de Samaniego (PNB)

## VIII Legislatura (2005-2009)
El lehendakari fou Juan José Ibarretxe i la vicelehendakari Idoia Zenarruzabeitia.
- Lehendakari: Juan José Ibarretxe (PNB)
- Vice lehendakari del govern: Idoia Zenarrutzabeitia (PNB)
- Consellera d'Hisenda i Administració Pública: Idoia Zenarrutzabeitia (PNB)
- Conseller de Justícia, Ocupació i Seguretat Social: Joseba Azkarraga (EA)
- Conseller d'Interior: Javier Balza (PNB)
- Consellera d'Indústria, Comerç i Turisme: Ana Aguirre (PNB)
- Conseller d'Habitatge i Assumptes Socials: Javier Madrazo (EB-B)
- Conseller d'Educació, Universitats i Investigació: José Antonio Campos Granados, Tontxu (EA)
- Conseller de Sanitat: Gabriel María Inclán (PNB)
- Consellera de Cultura i Portaveu del Govern: Miren Azkarate (PNB)
- Consellera de Medi ambient i Ordenació del Territori: Esther Larrañaga (EA)
- Consellera de Transports i Obres Públiques: Nuria López de Guereñu (PNB)
- Conseller d'Agricultura, Pesca i Alimentació: Gonzalo Sáenz de Samaniego (PNB)

## IX Legislatura (2009-2012)
El lehendakari fou Patxi López Álvarez.
- Lehendakari: Patxi López Álvarez (PSE-EE/PSOE)
- Conseller d'Interior: Rodolfo Ares (PSE-EE/PSOE)
- Consellera d'Educació, Universitats i Investigació: Isabel Celaá (PSE-EE/PSOE)
- Conseller d'Economia i Hisenda: Carlos Aguirre (independent)
- Consellera de Justícia i Administració Pública: Idoia Mendia (PSE-EE/PSOE)
- Conseller d'Habitatge, Obres Públiques i Transport: Iñaki Arriola (PSE-EE/PSOE)
- Conseller d'Indústria, Innovació, Comerç i Turisme: Bernabé Unda (independent)
- Consellera d'Ocupació i Assumptes Socials: Gemma Zabaleta (PSE-EE/PSOE)
- Conseller de Sanitat i Consum: Rafael Bengoa (independent)
- Consellera de Medi Ambient, Planificació territorial, Agricultura i Pesca: Pilar Unzalu (PSE-EE/PSOE)
- Consellera de Cultura: Blanca Urge (independent)

## X Legislatura (2012-2016)
El lehendakari fou Iñigo Urkullu.
- Lehendakari: Iñigo Urkullu (PNB)
- Conseller d'Administració Pública i Justícia: Josu Erkoreka (PNB)
- Consellera de Desenvolupament Econòmic i Competitivitat: Arantza Tapia (PNB)
- Conseller de Treball i Polítiques Socials: Ángel Toña (PNB)
- Conseller d'Hisenda i Finances: Ricardo Gatzagaetxebarria (PNB)
- Consellera d'Educació, Política Lingüística i Cultura: Cristina Uriarte (PNB)
- Consellera de Seguretat: Estefanía Beltrán de Heredia (PNB)
- Conseller de Salut: Jon Darpón (PNB)
- Consellera de Medi Ambient i Política Territorial: Ana Oregi (PNB)

## XI Legislatura (2016-actualitat)
El lehendakari és Iñigo Urkullu.
- Lehendakari: Iñigo Urkullu (PNB)
- Conseller de Governança Pública i Autogovern i Portaveu del Govern: Josu Erkoreka (PNB)
- Consellera de Desenvolupamen Econòmic i Infraestructures: Arantza Tapia (PNB)
- Consellera d'Ocupació i Polítiques Socials: Beatriz Artolazabal (PNB)
- Conseller de Medi Ambient, Planificació Territorial i Habitatge: Iñaki Arriola (PSE-EE)
- Conseller d'Hisenda i Economia: Pedro Azpiazu (PNB)
- Consellera d'Educació: Cristina Uriarte (PNB)
- Conseller de Salut: Jon Darpón (PNB), fins al 14/03/2019, i Miren Nekane Murga (PNB)
- Conseller de Turisme, Comerç i Consum: Alfredo Retortillo (PSE-EE), fins al 28/02/2019,[2] i Sonia Pérez (PSE-EE)[3]
- Conseller de Cultura i Política Lingüística: Bingen Zupiria (PNB)
- Consellera de Seguretat: Estefanía Beltrán de Heredia (PNB)
- Consellera de Treball y Justícia: María Jesús San José (PSE-EE)